# Andrea Bacci
Pour les articles homonymes, voir Bacci.
Andrea Bacci (né en 1524 à Sant'Elpidio a Mare, dans l'actuelle province de Fermo, dans la région des Marches, alors dans les États pontificaux et mort le 24 octobre 1600 à Rome) est un philosophe, médecin et écrivain italien du XVIe siècle.
Il se définissait lui-même Andrea Baccius Philosophus, Medicus Elpidianus et Civis Romanus.

## Biographie
Andrea Bacci étudie à Matelica, puis à Sienne et enfin à Rome sous la protection d'un concitoyen  Modestino Cassini, archiatre de Pie V, lui aussi natif de Sant'Elpidio.
Ses études terminées, il exerce l'activité de médecin à Serra San Quirico, pour retourner à Rome en 1552 grâce aux recommandations du cardinal Ascanio Colonna.
En 1558, il publie sa première œuvre Sul Tevere, mais c'est en 1571 avec la parution de De Thermis qu'il connaît une grande notoriété. Le livre accueilli avec enthousiasme par la société scientifique papale est reconnu comme le plus savant traité sur l'histoire et sur la qualité thérapeutique des eaux.
En 1567, il obtient la chaire de botanique à l'Université « La Sapienza » et en 1586 le pape Sixte V le nomme archiatre pontifical.
Désormais couvert d'honneurs, il continue d'écrire : Delle acque albule di Tivoli, Delle acque acetose presso Roma e delle acque d'Anticoli; Delle acque della terra bergamasca, Tabula semplicim medicamentorum, De venenis et antidotis; Della gran bestia detta alce e delle sue proprietà e virtù, Delle dodici pietre preziose della loro forza ed uso, L'Alicorno.

## Œuvres
Il a laissé les ouvrages suivants :

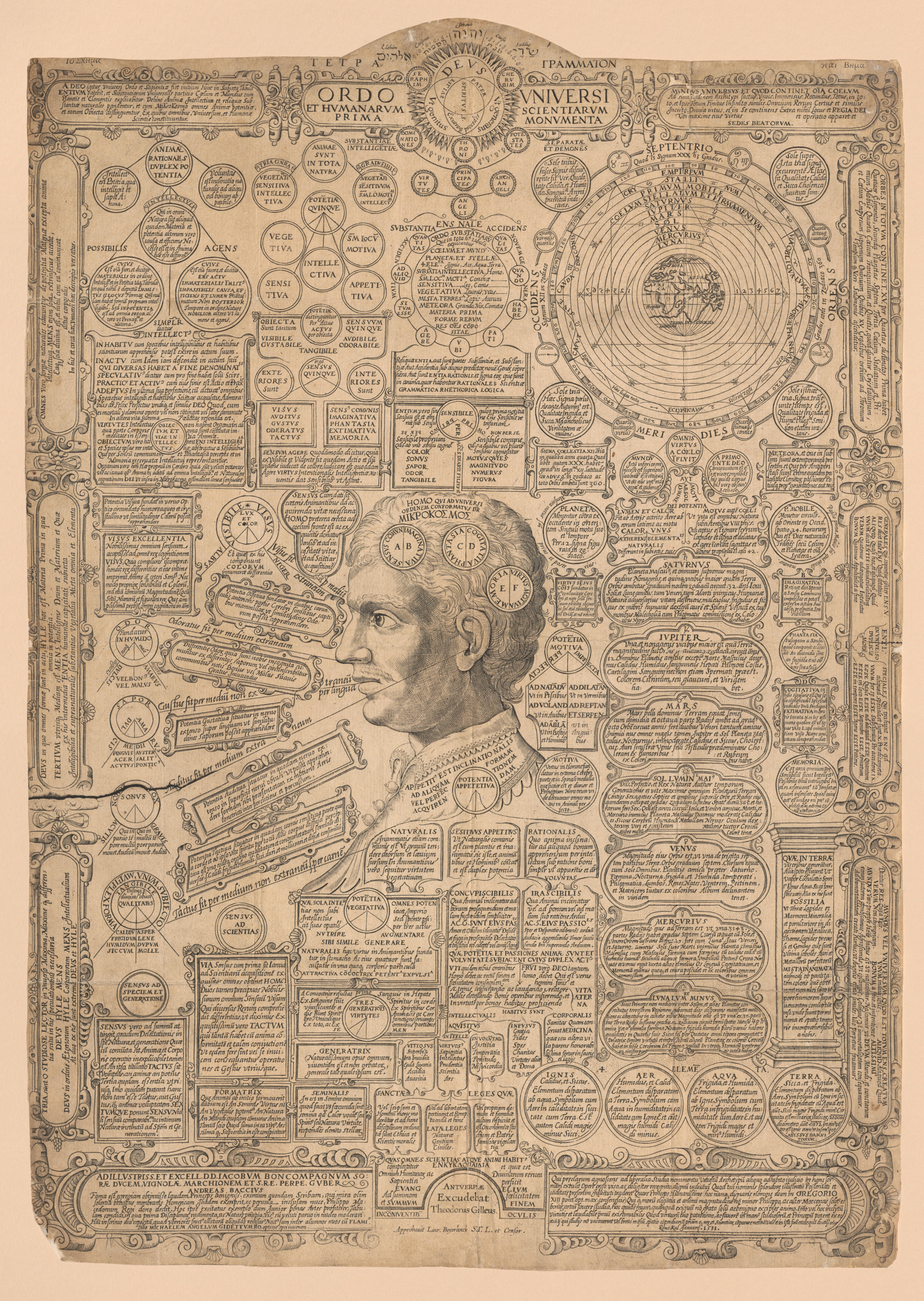
Ordo universi et humanarum scientiarum prima monumenta ab Andrea Baccio delineatus, anno 1596 divulgatus, Antverpiae, Theodorus Galleus.

- Del Tevere, della natura e bontà dell’acque, e dell’inondazioni, lib. 2, Rome, 1558, in-8° ; le même ouvrage, en 3 livres, Venise, Alde, 1570, in-4° ; Rome, 1599, in-4°.
- Discorso dell’acque Albule, Bagni di Cesare Augusto a Tivoli, etc., Rome, 1564, in-4° ; ibid., 1567, in-4°.
- Discorso dell’Alicorno, della natura dell’Alicorno e delle sue eccellentissime virtù ; ce discours, dont un seconde édition parut avec d’autres opuscules, Rome, 1587, avait été imprimé seul longtemps auparavant, puisqu’il en fut publié une traduction latine, Venise, 1566 et 1586, in-4°, et qu’il y en eut deux éditions en italien, Florence, 1573, in-4°, et 1582, in-8°.
- De Thermis lib. 7, Venise, 1571, in-fol. : ce savant ouvrage a été réimprimé plusieurs fois ; le 7e livre, qui traite de Thermis veterum, a été inséré par Grævius, t. 12 de son Thesaurus Antiquit. roman.
- Tabula simplicium medicamentorum, Rome, 1577, in-4°.
- Tabula in qua ordo universi et humanarum scientiarum prima monumenta continentur, Rome, 1581.
- Delle 12 Pietre preziose che risplendevano nella veste sacra del sommo sacerdote, Rome, 1581, in-4°.
- De naturali vinorum Historia, de Vinis Italiae, et de Conviviis antiquorum, lib. 7 ; accessit de factitiis ac cerevisiis, deque Rheni, Galliæ, Hispaniæ et de totius Europæ vinis, etc., Rome, 1590, in-fol., ouvrage réimprimé plusieurs fois, et cependant assez rare.
- Della Gran Bestia detta dagli antichi Alce e delle sue proprietà, Rome, 1587, in-4°, avec plusieurs autres opuscules du même auteur.
- Trattato delle gemme e pietre preziose, nella sacra Scrittura riferite : on ignore la date de l’édition italienne de cet ouvrage ; il fut traduit en latin par Wolfgang Gabelkhover et imprimé, Francfort, 1603, in-8° ; ibidem, 1643.
- De venenis et antidotis Prolegomena, Rome, 1590, in-4°.
- L’Origine dell’antica città Cluana, che oggi è la nobil terra di Sant’Elpidio. Cet ouvrage ne fut imprimé qu’après la mort de l’auteur, dans un recueil de mémoires historiques sur l’ancienne ville de Cluana, Macerata, 1692 et 1716, in-4°. Il a été réimprimé depuis avec plus d’exactitude et de soin sous le titre de Notizie dell’antica Cluana, etc., 1710  in-4°.

## De naturali vinorum historia
Imprimée en 1595, c'est son œuvre la plus importante. Elle est représentée par une collection de sept volumes entièrement consacrée à la connaissance de tous les vins de l'époque.
- Livre I –Vinification et conservation des vins
- Livre II – Consommation des vins liée aux conditions de santé.
- Livre III – Caractéristiques particulières des vins
- Livre IV – Usage des vins dans l'Antiquité classique
- Livre V – Vins des différentes régions d'Italie
- Livre VI – Vins importés à Rome
- Livre VII – Vins étrangers

### Sources
- (it) Cet article est partiellement ou en totalité issu de l’article de Wikipédia en italien intitulé « Andrea Bacci » (voir la liste des auteurs).
- « Bacci (André) », dans Louis-Gabriel Michaud, Biographie universelle ancienne et moderne : histoire par ordre alphabétique de la vie publique et privée de tous les hommes avec la collaboration de plus de 300 savants et littérateurs français ou étrangers, 2e édition, 1843-1865 [détail de l’édition]